# شخض ياباني
شخض ياباني (الاسم العلمي:Justicia japonica) هو نوع من النباتات يتبع جنس الشخض من الفصيلة الأقنتية.